# Feridun Erol
Feridun Jerzy Erol (ur. 29 grudnia 1938 we Włodawie, zm. 1 lutego 2024 w Grodzisku Mazowieckim) – polski reżyser i scenarzysta filmowy.

## Życiorys
Był synem Mehmeta Nuri Fazlı oğlu (1916–1992), z zawodu piekarza, Turka od 1934 mieszkającego w Polsce, oraz Cecylii Szyszkowskiej. Miał dwóch braci, Jakuba Zygmunta (1941–2018) i Envera Edwarda Macieja (ur. 1943). Od 1950 mieszkał w Łodzi, gdzie jego rodzice prowadzili Cukiernię Turecką przy ulicy Marcelego Nowotki 17 – obecnie ulicy Pomorskiej.
Ukończył naukę w II Liceum Ogólnokształcącym w Łodzi, a następnie w 1965 studia na Wydziale Operatorskim Państwowej Wyższej Szkoły Filmowej, Telewizyjnej i Teatralnej im. Leona Schillera w Łodzi, po czym rok później zrobił dyplom. W 1967 ukończył studia na Wydziale Reżyserii tej samej uczelni, robiąc dyplom w 1973 roku
Jego żoną była aktorka – Barbara Połomska.
Zmarł 1 lutego 2024 roku w Grodzisku Mazowieckim. Pochowany został na cmentarzu w Komorowie.

## Filmografia
Wybrana filmografia:

### Scenarzysta
- Dzień na ryby (1966)
- Ballada o ścinaniu drzewa (1972)
- Zawodowcy (1975)
- Honor dziecka (1976)
- Złe dobrego początki... (1983)
- Kirk Douglas. 30 lat później (1997)

### Reżyser
- Igraszki (1963)
- Mojemu miastu (1964)
- Welcome Kirk (1966) – w 1967 roku film ten zdobył I nagrodę w kategorii filmu dokumentalnego na Międzynarodowym Festiwalu Filmów Studenckich w Amsterdamie
- Dzień na ryby (1966)
- Wprawki (1967)
- Ballada o ścinaniu drzewa (1972)
- Zawodowcy (1975)
- Honor dziecka (1976)
- Złe dobrego początki... (1983)
- Jak się pozbyć czarnego kota (1984)
- Kirk Douglas. 30 lat później (1997)
- Romane Dyvesa 98 (1998)
- Lokatorzy (1999–2005)
- Sąsiedzi (2003–2008)

### Drugi reżyser
- Doktor Ewa (1970)
- Rejs (1970, współpraca reżyserska)

### Zdjęcia
- 15. 000. 000 (1963)
- Za parawanem (1964)
- Izba (1965)
- Lekcja II (1965))
- Welcome Kirk (1966)
- Wprawki (1967)

### Aktor
- Przed wejściem (1963)
- Super in position (1964)
- Rejs jako marynarz (1970)
- Pogotowie przyjedzie jako robotnik (1981)
- Porcelana w składzie słonia jako trener Ciapały (1984)